# Nick Gordon (Filmproduzent)
Nicolas (Nick) Gordon ist ein Filmproduzent und Drehbuchautor.

## Karriere
Gordon begann seine Filmkarriere 2010 mit dem Kurzfilm Old West, bei dem er das Drehbuch schrieb. Bei seinem nächsten Film Girlhouse – Töte, was du nicht kriegen kannst von 2014 kombinierte er dies mit der Produktion. Darauf folgten größere Filme wie Skin 2018 sowie Brothers by Blood von 2020 und A Killer’s Memory. Im Jahr 2024 arbeitete er mit Regisseur Brady Corbet an Der Brutalist. Dafür ist Gordon mit D. J. Gugenheim, Brian Young und Andrew Morrison bei der Oscarverleihung 2025 für den Besten Film nominiert. Dabei gehörte er zu den Produzenten, deren Name erst verspätet bekannt gegeben wurde.
Gordon arbeitet bei Brookstreet Pictures. In einem Interview berichtete er von der Schwierigkeit, im Independentbereich profitable Filme zu produzieren. Deshalb freue ihn auch der kommerzielle Erfolg von Der Brutalist umso mehr.

## Filmografie (Auswahl)
- 2010: Old West (Kurzfilm; Buch)
- 2014: Girlhouse – Töte, was du nicht kriegen kannst (Produktion, Buch)
- 2017: First Kill (Produktion, Buch)
- 2018: O. G.
- 2018: Skin
- 2020: Brothers by Blood
- 2021: Denen man vergibt (The Forgiven)
- 2023: A Killer’s Memory
- 2024: Der Brutalist (The Brutalist)

## Auszeichnungen
- 2025: CIC-Award-Nominierung in der Kategorie Bester Independentfilm für Der Brutalist
- 2025: NDFS-Award-Nominierung in der Kategorie Bester Film für Der Brutalist
- 2025: Gold-Derby-Award-Nominierung in der Kategorie Bester Film für Der Brutalist
- 2025: BAFTA-Nominierung in der Kategorie Bester Film für Der Brutalist
- 2025: Oscar-Nominierung in der Kategorie Bester Film für Der Brutalist